# Behördliche Lebensmittelüberwachung in Deutschland
Die behördliche Lebensmittelüberwachung in Deutschland ist Teil des Systems von Kontrollmaßnahmen  nach den auf diesem Gebiet unmittelbar geltenden Rechtsakten der Europäischen Union, dem deutschen Lebensmittel-, Bedarfsgegenstände- und Futtermittelgesetzbuch (LFGB) und den auf dieser Basis erlassenen Rechtsverordnungen zur Einhaltung ihrer Regelungen zur Lebensmittelsicherheit und Lauterkeit. Sie bezweckt den Schutz der menschlicher Gesundheit sowie der Verbraucher vor Irreführung bei Herstellung, Inverkehrbringen und Verbrauch nicht nur von Lebensmitteln. Vom engen Wortsinn gelöst befasst sie sich insoweit mit der Überwachung sämtlicher Erzeugnisse im Sinne des § 2 Abs. 1 LFGB, also auch von  kosmetischen Mitteln, Bedarfsgegenständen und Futtermitteln und zudem mit Erzeugnissen nach dem speziellen Wein- und dem Tabakrecht.

## Personal der Lebensmittelüberwachung
Die Durchführung der Überwachung lebensmittelrechtlicher Vorschriften obliegt fachlich besonders ausgebildetem Personal. Bestimmte Überwachungsmaßnahmen sind wissenschaftlichem Personal vorbehalten. In der Lebensmittelüberwachung sind dies hauptsächlich Tierärzte, Lebensmittelchemiker oder Ökotrophologen, seltener arbeiten in diesem Bereich auch Chemiker, Biologen und Ärzte. Nicht akademisch vorgebildete Personen dürfen Überwachungsmaßnahmen nur dann durchführen, wenn sie die Sachkunde als Lebensmittelkontrolleur nachweisen. Eine Ausnahme bildet die Überwachung von Lebensmitteln tierischer Herkunft, zu der laut § 3 Tier-LMÜV Amtlichen Fachassistenten, die unter anderem ihre Sachkunde als Fleisch- oder Geflügelfleischkontrolleur nachweisen, oder Jägern, die etwa zur Abgabe von Kleinmengen erlegten Großwilds Proben zur Trichinenschau entnehmen, nach § 6 Abs. 2 Tier-LMÜV Aufgaben amtlicher Lebensmittelüberwachung übertragen werden können.
Die mit der Überwachung beauftragten Personen werden als Polizeibehörde tätig. So sind bei Gefahr im Verzug auch die dann zuständigen Polizeibeamten nach § 42 LFGB befugt,
- Grundstücke, Betriebsräume und Transportmittel, in oder auf denen Erzeugnisse hergestellt, behandelt oder in den Verkehr gebracht werden, zu betreten
- alle geschäftlichen Schrift- und Datenträger, insbesondere Aufzeichnungen, Frachtbriefe, Herstellungsbeschreibungen und Unterlagen über die bei der Herstellung verwendeten Stoffe, einzusehen und hieraus Abschriften, Auszüge, Ausdrucke oder Kopien, auch von Datenträgern, anzufertigen oder Ausdrucke von elektronisch gespeicherten Daten zu verlangen sowie Mittel, Einrichtungen und Geräte zur Beförderung zu besichtigen;
- von Beförderungsmitteln, Grundstücken, Betriebsräumen oder Räumen Bildaufnahmen oder -aufzeichnungen anzufertigen;
- alle erforderlichen Auskünfte, insbesondere solche über die Herstellung, das Behandeln, die zur Verarbeitung gelangenden Stoffe und deren Herkunft, das Inverkehrbringen und das Verfüttern zu verlangen;
- Proben zu fordern oder zu entnehmen.

Die Inhaber der entsprechenden Einrichtungen, Geräte und Grundstücke, ihre Vertreter, mithin die Lebensmittelunternehmer und ihr Personal habe das zu dulden und dabei unterstützend mitzuwirken zum Beispiel durch Auskünfte, Bezeichnung und Öffnung von Räumen.
Stellt die Staatsanwaltschaft bei oder nach Einleitung von Strafverfahren lebensmittelrechtliche Verstöße fest, muss sie die Lebensmittelüberwachungsbehörde gemäß § 42 Absatz 6 LFGB unverzüglich unterrichten; ihrerseits hat die Lebensmittelüberwachungsbehörde einen Sachverhalt der Staatsanwaltschaft vorzulegen, sobald sie Anhalt hat, dass der Sachverhalt eine Straftat gemäß § 41 Abs. 1 OWiG ist.

## Behörden der Lebensmittelüberwachung
Der Schutz beim Verkehr mit Lebens- und Genussmitteln, Bedarfsgegenständen und Futtermitteln ist nach dem Grundgesetz Gegenstand der konkurrierenden Gesetzgebung. In der Praxis ist dieser Bereich, darunter das Lebensmittelrecht überwiegend durch vorrangige, unmittelbar geltende EU-Verordnungen und ansonsten durch Bundesgesetze und -verordnungen geregelt. Zu den Rechtsgrundlagen gehören Verordnung (EG) Nr. 178/2002, Verordnung (EU) 2017/625, das Lebensmittel- und Futtermittelgesetzbuch und die Lebensmittelhygiene-Verordnung. Außerdem gibt es eine Verwaltungsvorschrift: AVV Rahmen-Überwachung.
Die Länder führen diese Bestimmungen als eigene Angelegenheit gemäß § 38 Absatz 1 LFGB aus. Dazu haben die Länder entsprechende Behörden eingerichtet. Auf der Ebene der Landesregierungen ist die Lebensmittelüberwachung jeweils einem Ressort zugeordnet. Dieses Ressort führt vielfach den Begriff Verbraucherschutz, Gesundheit, Ernährung oder Landwirtschaft im Namen. Der für die Lebensmittelüberwachung zuständige Minister oder Senator hat koordinierende Aufgaben und übt die Fachaufsicht und in der Regel auch die Rechtsaufsicht über die ihm unterstellten Behörden aus.
Die Lebensmittelüberwachung erfordert ein Zusammenspiel von Fachpersonal an zwei Arten von Wirkungsstätten.
Die Überwachung von Lebensmittelbetrieben durch Betriebsbesichtigungen und Warenkontrollen ist dezentral organisiert. Es gibt in der Regel für jeden Landkreis und jede kreisfreie Stadt/Stadtkreis ein Lebensmittelüberwachungsamt, meist verbunden mit dem Veterinäramt, da dort die in der Lebensmittelhygiene akademisch qualifizierten Amtstierärzte tätig sind. Die Lebensmittelüberwachungsämter sind bei den meisten Ländern in die kommunale Selbstverwaltung integriert worden.
Daneben gibt es in den Ländern zentrale Untersuchungsstellen, die über Labors und Sachverständige verfügen, um die vom Überwachungsamt bei Betriebskontrollen entnommenen Proben untersuchen zu können. Jedes Land hat die Untersuchungsstellen anders strukturiert. In Bayern etwa ist das Bayerische Landesamt für Gesundheit und Lebensmittelsicherheit mit diesen Untersuchungen beauftragt, in Rheinland-Pfalz das Landesuntersuchungsamt (LUA), in Bremen das Landesuntersuchungsamt für Chemie, Hygiene und Veterinärmedizin lua.bremen. In Hessen ist entsprechend der Landesbetrieb Hessisches Landeslabor geschaffen worden. In Nordrhein-Westfalen gibt es einige Untersuchungsstellen in kommunaler Trägerschaft.
Im Rahmen der „Norddeutschen Kooperation“ (NoKo) haben sich die staatlichen Untersuchungsinstitute Norddeutschlands zu einem Untersuchungsverbund mit Kompetenzzentren und Schwerpunktlaboren zusammengefunden. Beteiligt sind die Bundesländer Berlin/Brandenburg, Bremen, Hamburg, Mecklenburg-Vorpommern, Niedersachsen und Schleswig-Holstein; der Zusammenschluss in seiner heutigen Form besteht seit 2007 und wird ständig weiterentwickelt. Ziel der Kooperation ist eine Schwerpunktbildung, eine Zusammenführung und eine Qualitätssteigerung der Laboruntersuchungen im Rahmen der amtlichen Lebensmittelüberwachung bei den beteiligten Bundesländern. Die in der Kooperation beteiligten Ämter sind
- das Landeslabor Berlin-Brandenburg (LLBB), eine von den Ländern Berlin und Brandenburg gemeinsam betriebene Anstalt des öffentlichen Rechts[4]
- das Landesuntersuchungsamt für Chemie, Hygiene und Veterinärmedizin Bremen (LUA Bremen),
- das Institut für Hygiene und Umwelt Hamburg (HU-Hamburg),
- das Landesamt für Landwirtschaft, Lebensmittelsicherheit und Fischerei Mecklenburg-Vorpommern (LALLF),
- das Niedersächsische Landesamt für Verbraucherschutz und Lebensmittelsicherheit (LAVES) und
- das Landeslabor Schleswig-Holstein (LVUA-SH).

Um den notwendigen Datenaustausch durchführen zu können, nutzen die Länder ein vom Bundesamt für Verbraucherschutz und Lebensmittelsicherheit (BVL) zur Verfügung gestelltes Internet-Portal.

## Bund-Länder-Koordination
Um einen einheitlichen Standard bei der Lebensmittelsicherheit zu erreichen und einen deutschlandweiten Überblick zu erlangen, verständigen sich Bund und Länder auf so genannte Allgemeine Verwaltungsvorschriften, die vom Bundesministerium für Ernährung und Landwirtschaft erlassen werden.
Bund und Länder wirken unter Federführung des Bundesamtes für Verbraucherschutz und Lebensmittelsicherheit (BVL) jährlich mit an Planung und Auswertung des Koordinierten Überwachungsprogramms (KÜP) der EU sowie am Monitoringprogramm mit jährlich wechselnden Schwerpunkten sowie am Nationalen Rückstandskontrollplan.

## Europäische Zusammenarbeit
Um sich den Herausforderungen globaler Warenströme zu stellen und die Analytik sowie Beurteilungspraxis zu harmonisieren, veranstaltet die Europäische Kommission Schulungsprogramme und Workshops zur Berufsfortbildung. Sie dienen zusätzlich dem Erfahrungsaustausch und der Netzwerkbildung zwischen den Kompetenzzentren.

## Überwachungsmaßnahmen

### Betriebskontrollen
Betriebe, die Lebensmittel, Bedarfsgegenstände oder kosmetische Mittel herstellen, verarbeiten oder verkaufen, werden regelmäßig kontrolliert. Die Häufigkeit von Betriebskontrollen und Probenahmen hängt vor allem davon ab, welche möglichen Risiken von den in bestimmten Branchen verarbeiteten Lebensmitteln ausgehen können.

### Probenentnahmen
Die mit der Überwachung beauftragten Lebensmittelkontrolleure und Polizeibeamten sind befugt, gegen Empfangsbescheinigung Proben zu fordern und zu entnehmen, die sie zur Analyse und Begutachtung in Labore schicken. Insgesamt werden jährlich von den Laboren der Bundesländer rund 400.000 Proben im Rahmen der Lebensmittelüberwachung untersucht. Neben den staatlichen Laboren können auch öffentlich bestellte und vereidigte Sachverständige einer geeigneten Fachrichtung (zumeist Lebensmittelchemie, Chemie, Handelschemie) als sog. Gegenprobensachverständiger gemäß § 2 GPV hinzugezogen werden. Gegenproben sind entweder Teil der eigentlichen Probe oder eine zweite Probe; sie werden beim kontrollierten Betrieb zurückgelassen und können bei Beanstandungen auf Kosten des Betriebs von einem Sachverständigen in einem DAkkS akkreditierten Labor untersucht werden.
Die Art der Probenahme ist dabei vom Gesetzgeber vorgegeben, um standardisierte und gerichtsfeste Daten zu erlangen. Die Proben werden auf verschiedene Inhaltsstoffe, auf Keime und auf die Einhaltung gesetzlich festgelegter Höchstmengen untersucht. Dabei wird auch überwacht, ob die Lebensmittel gemäß ihrer rechtlichen Definition zusammengesetzt sind, die Kennzeichnung korrekt ist und der Verbraucher durch sonstige Eigenschaften des Produktes oder Aussagen über das Produkt getäuscht werden könnte. Verstößt ein Unternehmen gegen bestehende Vorschriften, werden die Produkte beanstandet und, wenn die Gesundheit der Verbraucher gefährdet ist, aus dem Handel entfernt.

## Die Eigenkontrollen der Wirtschaft
Ein hoher Stellenwert bei der Überwachung von Lebensmitteln kommt den eigenen Kontrollen der Wirtschaft zu. Lebensmittelunternehmen sind verpflichtet, durch eigene Kontrollen die Qualität der verwendeten Rohstoffe und der hergestellten Produkte zu dokumentieren. Ferner führen alle Betriebe darüber Buch, von wem sie Lebensmittel und Zutaten gekauft haben und an wen sie diese weiterverkauft haben. Gehen von einem Lebensmittel Risiken aus, so muss innerhalb kurzer Zeit nachvollziehbar sein, an welcher Stelle eine Verunreinigung stattgefunden hat. Ihre Eigenkontrollen müssen die Betriebe dokumentieren, damit der amtlichen Lebensmittelüberwachung diese Unterlagen für eine „Kontrolle der Kontrolle“ zur Verfügung stehen.

## Veröffentlichung von Verstößen
Mit dem Gesetz zur Änderung des Rechts der Verbraucherinformation wurde am 1. September 2012 der § 40 des Lebensmittel- und Futtermittelgesetzbuches (LFGB) um den Abs. 1a erweitert, der die zuständigen Behörden verpflichtet, bestimmte gewichtige Verstöße im Bereich der Lebensmittel- und Futtermittelüberwachung zu veröffentlichen. Diese behördliche Verpflichtung besteht dann, wenn der durch Tatsachen, im Falle von Proben auf Grundlage mindestens zweier unabhängiger Untersuchungen, hinreichend begründete Verdacht besteht, dass
1. in Vorschriften im Anwendungsbereich des LFGB festgelegte zulässige Grenzwerte, Höchstgehalte oder Höchstmengen überschritten wurden oder
2. gegen sonstige Vorschriften im Anwendungsbereich des LFGB, die dem Schutz der Verbraucherinnen und Verbraucher vor Gesundheitsgefährdungen oder vor Täuschung oder der Einhaltung hygienischer Anforderungen dienen, in nicht nur unerheblichem Ausmaß oder wiederholt verstoßen worden ist und die Verhängung eines Bußgeldes von mindestens dreihundertfünfzig Euro zu erwarten ist.

In diversen oberverwaltungsgerichtlichen Beschlüssen wurde unterdessen die Verfassungsmäßigkeit des § 40 Abs. 1a LFGB infrage gestellt. Insbesondere wird bezweifelt, dass die Vorschrift den rechtsstaatlichen Grundsätzen der Verhältnismäßigkeit und der hinreichenden Bestimmtheit und Normenklarheit entspricht. Hauptstreitpunkt ist vor allem, dass die Vorschrift keine Löschungsfrist hinsichtlich der veröffentlichten Daten vorsieht. Zahlreiche Bundesländer haben daraufhin den Vollzug des § 40 Abs. 1a LFGB bis auf Weiteres ausgesetzt und bisher veröffentlichte Daten gelöscht.
Zwischenzeitlich wurde aber am 4. Mai 2018 vom Bundesverfassungsgericht ein auf Antrag der niedersächsischen Landesregierung begonnenes Verfahren zur abstrakten Normenkontrolle abgeschlossen, in dem die Vereinbarkeit von § 40 Abs. 1a LFGB mit dem Grundgesetz festgestellt wurde.
Die Bundesländer oder das Bundesamt für Verbraucherschutz und Lebensmittelsicherheit publizieren auf www.lebensmittelwarnung.de öffentliche Warnungen und Informationen im Sinne des § 40 des Lebensmittel- und Futtermittelgesetzbuches. In der Regel handelt es sich um Hinweise der zuständigen Behörden auf eine Information der Öffentlichkeit oder eine Rücknahme- oder Rückrufaktion durch den Lebensmittelunternehmer.
Inzwischen werden durch die Kampagne „Topf Secret“ der Organisationen foodwatch und FragDenStaat tausende Lebensmittelkontrollberichte veröffentlicht, die Behörden nach dem Verbraucherinformationsgesetz herausgeben müssen. Verbraucher können solche Anfragen auch selbst stellen.